# 翼海馬
翼海馬為輻鰭魚綱棘背魚目海龍魚科的其中一種，分布於中西太平洋區的澳洲北部及巴布亞紐幾內亞海域，棲息深度10-80公尺，腹環17個，尾環34-36個，背鰭鰭條27-28枚；胸鰭鰭條17枚；無尾鰭，外側頭棘冠發達，有5-7鈍刺。體灰白色，具有褐色大斑塊，體長可達13.7公分，棲息在沙泥底質海域，屬肉食性，以小型甲殼類為食，卵胎生，可作為觀賞魚。